# Sjeverozapadna Afrika
Sjeverozapadna Afrika obuhvaća zemlje na sjeverozapadu afričkog kontinenta. Termin Sjeverozapadna Afrika obično se koristi u raznim disciplinama poput geopolitike, arheologije, antropologije i genetike. Zbog mogućeg arabocentrizma naziva Magreb prednost se daje nazivu Sjeverozapadna Afrika.
Zemlje i teritoriji koji se nalaze u Sjeverozapadnoj Africi su:
- Alžir
- Libija
- Maroko
- Mauritanija
- Tunis
- Zapadna Sahara

"Barbarija", "Magreb" i "Tamazgha" više ili manje su sinonimi za Sjeverozapadnu Afriku.